# 尚陽堡
尚陽堡，一作上陽堡，又稱靖安堡，在遼寧開原縣東四十里，在今鐵嶺市清河区境內。
明代時，尚陽堡是遼東軍事重要關隘。清朝時，尚陽堡主要是流放犯人的地區，士大夫多流放到此，如左懋泰、郝浴、张天植、季开生、戴亨、罗继谟、张逵等，均为进士。順治十一年（1654年）湖廣道御史郝浴被吳三桂誣陷，流放尚陽堡。順治十二年（1655年）禮部給事季開生因進言獲罪，流放尚陽堡，四年後在戍所被毆死，“有司不问，疑有主使者”。康熙十三年，《古今图书集成》的作者陈梦雷因受耿精忠之累，被流放尚陽堡。乾隆年间，“关东第一名士”王尔烈曾至尚阳堡视察，独自一人来到了尚阳堡。
1960年因開發清河水庫，尚陽堡古城遺址淹沒其中。